# Уабонзе (окръг, Канзас)
Окръг Уабонзе (на английски: Wabaunsee County) е окръг в щата Канзас, Съединени американски щати. Площта му е 2072 km², а населението - 6919 души. Административен център е град Алма.